# Cirilo (Smirnov)
Cirilo (em russo:  Кирилл, nascido: Konstantin Illarionoviche Smirnov, em russo:  Константи́н Илларио́нович Смирно́в; 26 de abril (8 de maio, de acordo com o calendário gregoriano) de 1863, Kronstadt, Gubernia de São Petersburgo, Império Russo - 20 de novembro de 1937, Lisia Balka, perto de Chimkent, RSS Cazaque, URSS) foi bispo da Igreja Ortodoxa Russa, metropolita de Kazan e Sviazhski. Um dos líderes da ala moderada da oposição ao metropolita Sérgio (Stragorodski).
Ele foi canonizado como santo pela Igreja Ortodoxa Russa Fora da Rússia em 1981 e pela Igreja Ortodoxa Russa em 2000.